# Brand New Harvest
 (juin 2017).
Si vous disposez d'ouvrages ou d'articles de référence ou si vous connaissez des sites web de qualité traitant du thème abordé ici, merci de compléter l'article en donnant les références utiles à sa vérifiabilité et en les liant à la section « Notes et références ».
Singles
1. If Only
Sortie : 15 novembre 2004

Brand New Harvest est le premier album du groupe français pop-folk-electro Datafolk, sorti en 2003 sur le label Mercury Records / Universal Music France.

## Liste des titres
| 1.    | Truck track                                   | 2:47 |
| 2.    | If Only (feat. Louise)                        | 3:14 |
| 3.    | I need your love (feat. Hugo Chastanet)       | 3:45 |
| 4.    | In every sound music (Eve Avril)              | 3:33 |
| 5.    | BBQ party                                     | 2:39 |
| 6.    | Peace of Mind (feat. Malou Beauvoir)          | 3:25 |
| 7.    | Harvester                                     | 3:09 |
| 8.    | Family (feat. Hugo Chastanet)                 | 2:52 |
| 9.    | Tomorrow (feat. Hugo Chastanet)               | 2:49 |
| 10.   | Life goes on (feat. Louise)                   | 4:10 |
| 11.   | Rigt place, right time (feat. Malou Beauvoir) | 3:29 |
| 12.   | Bush                                          | 3:15 |
| 13.   | Summer Hollidays (feat. Louise)               | 8:29 |
| 47:36 |                                               |      |